# Góry Iwelskie
Góry Iwelskie – grupa wysokich wzgórz na północnym skraju Beskidu Niskiego w jego środkowej części, pomiędzy dolinami Jasiołki na wschodzie i Iwielki na zachodzie. Najwyższy szczyt: Franków (534 m n.p.m.).

## Położenie
Góry Iwelskie tworzy grupa wzgórz o wysokości od ok. 430 do 534 m n.p.m. w wododziale Jasiołki na wschodzie i Wisłoki na zachodzie, usytuowana w czworokącie wyznaczonym miejscowościami: na północnym wschodzie Wietrzno, na południowym wschodzie Dukla, na południowym zachodzie Iwla i na północnym zachodzie Sulistrowa. Rozciągłość w kierunku wschód–zachód grupy wynosi ok. 5 km, zaś w kierunku północ–południe niespełna 4 km.
Na południu szeroka przełęcz między Teodorówką i Iwlą (ok. 375 m n.p.m.) łączy Góry Iwelskie z masywem Chyrowej, natomiast na północy równie szerokim siodłem (ok. 376 m n.p.m.) łączą się one z pasmem nieco niższych wzgórz Pogórza Jasielskiego.

## Ukształtowanie
Najwyższy szczyt wzgórz, Franków, wraz z kilkoma innymi wzniesieniami przekraczającymi wysokość 480 m n.p.m., usytuowane są w południowej części grupy i rozciągnięte na długości ok. 2 km w linii wschód–zachód. W kierunku północnym i północno–wschodnim odchodzi od nich szereg długich na ok. 3 km, płaskich grzbietów, porozdzielanych dolinkami potoków. Potoki te w swych górnych biegach powstają z wielu drobnych cieków wodnych, które głębokimi, krętymi dolinkami o stromych zboczach silnie rozczłonkowują północne strefy podszczytowe. Stoki południowe są znacznie krótsze, nieco stromsze, jednak słabiej rozczłonkowane.
Górną część stoków północnych, mniej więcej do poziomicy ok. 480–490 m n.p.m., porastają lasy. Wierzchowinę powyżej tej granicy oraz stoki południowe pokrywają w większości łąki i pola uprawne. Od południa pod same szczyty podchodzą rozrzucone zabudowania przysiółków Franków i Helenówka, dostępne drogami z Teodorówki i Iwli.

## Walki w 1944
Cała grupa Gór Iwelskich dominuje od zachodu nad szosą Dukla – Miejsce Piastowe – Krosno oraz biegnącym zachodnim brzegiem Jasiołki jej odgałęzieniem na Wietrzno – Zręcin, natomiast od północy – nad drogą Dukla – Nowy Żmigród, dając kontrolę nad tymi szlakami komunikacyjnymi i nad samą Duklą. Z tego powodu we wrześniu 1944 roku w przededniu operacji dukielsko–preszowskiej została ona silnie obsadzona przez Niemców i zawzięcie przez nich broniona. Boje o całą grupę, znane bardziej jako walki o wzgórze 534 lub walki o wzgórze Franków, toczone były przez żołnierzy I Czechosłowackiego Korpusu Armijnego. Trwały one przez 4 dni (11–14 września) i należały do najkrwawszych w czasie całej operacji.